# Ceratina regalis
Ceratina regalis är en biart som beskrevs av Cockerell 1912. Ceratina regalis ingår i släktet märgbin, och familjen långtungebin. Inga underarter finns listade i Catalogue of Life.